# محمود أبو رجيلة
محمود أبو رجيلة مواليد 9 سبتمبر 1941 في القاهرة، مصر، هو مدرب ولاعب كرة قدم مصري سابق استقطبه مدير نادي الشباب السعودي الاستاذ محمد قاروب بداية السبعينات للتدريب في النادي وكان من أوائل المدربين الذين تركوا اثراً في نادي الشباب السعودي.

## بداياته
كان محمود أبو رجيلة يلعب كره شراب في مباريات كان ينظمها أهل الحي ثم قامت جريدة المساء بعمل دوري للكره الشراب شارك فيه محمود أبو رجيله واكتشفه كشاف نادي الزمالك في ذلك الوقت كابتن جندي،   عندما شاهده في هذه الدورة وقام بضمه لناشيء الزمالك وكان يبلغ عمره في ذلك الوقت 17 عاما ونال اعجاب كلا من   محمد حسن حلمي  وحافظ زقلط  وكانت بداية رحلته مع الزمالك عام 1957.
أول مباراة لابو رجيله مع نادي الزمالك كانت امام نادي الترسانة وذلك بعد أن صعده حنفي بسطان للفريق الأول بغرض  إعادة تجديد دماء الفريق بعد فوز الزمالك لأول مره في تاريخه بالدوري العام المصري.
شارك أبو رجيله في لقاء الترسانة وفاز الزمالك بخمسة اهداف مقابل هدفين وكان محمود أبو رجيله قد اشتهر بلعبة الفرملة.
اكتسب أبو رجيله خبرة من الخبير الكروي (فاندلر) الذي قام بتدريب الزمالك عندما عمل أبو رجيله في مجال المدرب بجوار اللعب  وفي عام 1967 بعد النكسة تفرغ محمود أبو رجيله للتدريب فقط،   وله صولات وجولات داخل مصر وخارجها في الوطن العربي،   على سبيل المثال تولى تدريب الشباب السعودي والنصر،   وقام بتحقيق أول بطولة دوري عام في السعودية.

## بطولاته

### لاعب
الدوري المصري الممتاز (03)اعوام 1959-60 1963–64 و1964-65
بطولة كأس مصر مرتان اعوام:1959-60 و1961-62

### مدرب
نادي الزمالك
- دوري ابطال افريقيا عام 1984 (وهي أول بطولة لدوري ابطال افريقيا أبطال الدوري يحصل عليها الزمالك).
- الدوري المصري الممتاز مرة واحدة موسم 1983/1984.
- كأس مصر مرتان أعوام 1977 – 1999.

نادي النصر (السعودية)
- الدوري السعودي عام 1975 (أول دوري سعودي يقام على مستوى المملكة).
- كأس الملك عام 1976 (مساعد مدرب).
- كأس الاتحاد السعودي عام 1976 (مساعد مدرب وهي أول كأس اتحاد سعودي).

## الأندية التي دربها
1970–1971 نادى الشباب السعودى
1975 نادي النصر السعودي
1976 مساعد مدرب النصر السعودي
```
1977 ناشئين النصر السعودي 
```

1983–1985 نادي الزمالك
1990–1991
نادي الزمالك
1999 نادي الزمالك
2000 نادي الألومنيوم
2000–2001 نادي المصري
2002 منتخب اليمن لكرة القدم
```
2003–2004 نادي الاتحاد الحلبي 
```

2006–2007 نادى سترة
2007–2008 نادي المنصورة.

## حاليا
يعمل اآن رئيس جمعية مساعدة اللاعبين القدامى والذي له الفضل بعد الله سبحانه وتعالى في جلب مساعدات للاعبين القدامى وهو من الشخصيات التي تحب الخير وتقف بجوار الجميع ومحمود والد رحاب أبو رجيلة عضو مجلس إدارة نادى الزمالك الحالي.

## روابط خارجية
- محمود أبو رجيلة على موقع قاعدة بيانات كرة القدم.إي يو (الإنجليزية)